# Бранкадоро, Чезаре
Чезаре Бранкадоро (итал. Cesare Brancadoro; 28 августа 1755, Фермо, Папская область — 12 сентября 1837, Фермо, Папская область) — итальянский куриальный кардинал. Титулярный архиепископ Нисибиса с 20 октября 1789 по 11 августа 1800. Апостольский нунций во Фландрии с 28 августа 1792 по 7 июня 1797. Секретарь Священной Конгрегации Пропаганды Веры с 7 июня 1797 по 11 августа 1800. Епископ Орвьето, с персональным титулом архиепископа, с 11 августа 1800 по 11 июля 1803. Архиепископ Фермо с 11 июля 1803 по 12 сентября 1837. Кардинал-священник с 23 февраля 1801, с титулом церкви Сан-Джироламо-дельи-Скьявони с 20 июля 1801 по 29 мая 1820. Кардинал-священник с титулом церкви Сант-Агостино с 29 мая 1820 по 12 сентября 1837. Кардинал-протопресвитер с 17 ноября 1832 по 12 сентября 1837.